# Cratere Tralles
Tralles è un cratere lunare di 44,16 km situato nella parte nord-orientale della faccia visibile della Luna.

Il cratere (in alto) con le strutture vicine in formato selenocromatico